# Эшпай, Андрей Андреевич
Андре́й Андре́евич Эшпа́й (род. 18 апреля 1956, Москва, СССР) — советский и российский кинорежиссёр, сценарист и кинопродюсер; заслуженный деятель искусств России (2005).

## Биография
Андрей Эшпай родился 18 апреля 1956 года в Москве в семье композитора Андрея Эшпая.
В 1975—1976 годах учился на факультете театральной режиссуры Московского государственного института культуры (мастерская Н. Бухмана).
В 1980 году окончил ВГИК (режиссёрский факультет, мастерская Л. Кулиджанова и Т. Лиозновой). Дипломная работа — фильм «Звана» (1980), удостоен призов «За лучший сценарий», «За лучшую режиссуру» и «За лучшую мужскую роль» на студенческом фестивале ВГИКа.
Дебютировал в кино короткометражной лентой «Когда играли Баха» (1983). В полнометражном кино дебютировал кинокартиной «Шут» (1988). Фильм «Униженные и оскорблённые» (1990) с участием Настасьи Кински и Никиты Михалкова был премьерно показан на Венецианском фестивале в 1996 году.
Фильм «Цветущий холм среди пустого поля» (2000) является первым художественным фильмом в России, который был снят на цифровую камеру и затем переведён на киноплёнку. Фильм также был номинирован на премию Российской академии кинематографических искусств Ника. Телевизионный художественный фильм «Дети Арбата» (16 серий) по одноимённому роману Анатолия Рыбакова был сделан в 2004 году и получил Гран-При на Ялтинском Международном Телекинофоруме «Вместе». «Дети Арбата» участвовали также в конкурсах «Золотой Орёл» и «ТЭФИ» в номинации «лучший телесериал».
Фильм «Многоточие» получил множество призов и наград — Международный фестиваль в Локарно, «НИКА», «Окно в Европу», «Московская премьера», «Золотой орёл», «Белый Слон» и других. Фильм «Событие» получил диплом Гильдии киноведов и кинокритиков на 31-м ММКФ (2009). В 2009 году Эшпай закончил работу над телевизионным художественным фильмом «Иван Грозный» (16 серий), который был показан на канале Россия. «Элизиум» (2010) — новая работа в полнометражном кино.
Эшпай является также автором документальных фильмов «Русское море», «Киностудия им. Горького. 90 лет. Вехи», «Река времён» и других.
С 2000 года Андрей Эшпай ведёт режиссёрские мастерские во ВГИКе.
С 2010 года ведёт мастер-классы по кинорежиссуре в Школе кино.
Академик Российской академии кинематографических искусств.
В 2008 году Андрей Эшпай подписал открытое письмо с призывом освободить Светлану Бахмину.

### Семья
Дед — Яков Эшпай (1890—1963), композитор, музыковед-фольклорист, хормейстер и педагог.
Отец — Андрей Эшпай (1925—2015), композитор, народный артист СССР (1981). 
Мать — Александра Михайловна Эшпай (1927—2024), пианистка.
Брат — Валентин Андреевич Эшпай (1953—2016), киновед.
Первая жена — Лариса Удовиченко (род. 1955), народная артистка РФ (1998).
Вторая жена — Евгения Симонова (род. 1955), народная артистка РФ (2010).
- Дочь — Мария Эшпай[7] (род. 1986), пианистка.
- Падчерица — Зоя Кайдановская (Симонова) (род. 1976), актриса.

## Фильмография
- 1983 — Когда играли Баха
- 1988 — Шут
- 1991 — Униженные и оскорблённые
- 2001 — Цветущий холм среди пустого поля (режиссёр и сценарист)
- 2004 — Дети Арбата (сериал)
- 2006 — Многоточие
- 2009 — Событие
- 2009 — Иван Грозный (сериал)
- 2010 — Элизиум (мистическая драма[8][9]; победитель кинофестиваля Киношок (2010) в номинации «Лучшая операторская работа», оператор — Сергей Юриздицкий)
- 2014 — «Куприн. Впотьмах» (сериал)
- 2015 — Взрослые дочери (сериал)[10]
- 2016 — Перформанс[11]
- 2019 — Скажи правду (сериал)